# Candice Didier
Pour les articles homonymes, voir Didier.
Candice Didier (née le 15 janvier 1988 à Strasbourg en Alsace), est une patineuse artistique française, championne du monde universitaire 2011, trois fois championne de France Elite en 2003, 2004 et 2009. Le 14 décembre 2002, à l'âge de 14 ans et 333 jours, elle est devenue la plus jeune Championne de France Elite de patinage artistique. Elle n'a aucun lien de parenté avec la patineuse Gwendoline Didier qui a été championne de France en 2008.

## Biographie

### Enfance
Née à Strasbourg, d'une famille vosgienne, Candice Didier passe son enfance en Lorraine à Nancy. Elle commence le patinage dès l'âge de six ans après avoir regardé les patineurs à la télévision. Elle fut ainsi révélée puis entrainée par Carole Laguerre-Laplanche depuis ses débuts au Club de Patinage Hockey de Nancy Lorraine (CPHNL). Dès décembre 2001, Candice devient championne de France Jeune Élite à l'âge de 13 ans.

### Carrière sportive

#### Saison 2002/2003
C'est la saison où Candice Didier se révèle au grand public. Lors de ses premiers championnats de France Élite, organisés à Asnières-sur-Seine, elle va surprendre tout le monde en devenant championne de France 2003, le 14 décembre 2002, à l'âge de 14 ans et 333 jours. Elle devient ainsi la plus jeune championne de France élite de patinage de tous les temps. À la suite du forfait de la championne en titre Vanessa Gusmeroli, tout le monde attendait en effet une bonne prestation d'Anne-Sophie Calvez, mais celle-ci doit se contenter de la médaille d'argent. Néanmoins, cette superbe performance de Candice ne lui permet pas de participer aux championnats seniors, car elle est encore trop jeune. Elle participe toutefois pour la première fois aux championnats du monde junior à Ostrava en République tchèque, fin février/ début mars 2003, et s'y classe 14e.

#### Saison 2003/2004
Pour la première fois, Candice Didier se présente à des épreuves du Grand Prix ISU, le Skate Canada en octobre (11e) et le Trophée de France en novembre (10e) ; la dernière place à chaque fois. Aux championnats de France à Briançon en décembre, elle réussit à conserver son titre. Maintenant qu'elle a atteint les quinze ans, elle est qualifiée cette fois-ci pour les championnats d'Europe de février 2004 à Budapest. Elle apprend qu'elle a une fracture de fatigue au tibia la semaine avant le départ du Championnat mais décide de se présenter coute que coute. Elle ne peut pas faire mieux que 25e après le programme court, ce qui l'exclut du programme libre car seules les vingt-quatre premières patineuses sont qualifiées pour le présenter. La FFSG (Fédération française des sports de glace) préfère alors envoyer Anne-Sophie Calvez aux championnats du monde de mars 2004 à Dortmund pendant la convalescence de Candice.

#### Saison 2004/2005
Candice grandit de 15 cm en 1 an et est pénalisée tout le début de saison à cause d'une blessure à la hanche. Celle-ci l'oblige à déclarer forfait pour les championnats de France à Rennes. Pour les championnats d'Europe de janvier 2005 à Turin, la nouvelle championne de France Nadège Bobillier-Chaumont(née fin janvier 1988) du même âge que Candice Didier, la fédération refusant d'envoyer Anne-Sophie Calvez, c'est Candice Didier qui est sélectionnée. Rétablie de sa blessure, elle se classe 20e du programme court, ce qui va lui permettre cette fois-ci de patiner son programme long et terminer 21e de la compétition. Elle participe ensuite aux championnats du monde de mars 2005 à Moscou où elle ne se classe que 23e mondiale.

#### Saison 2005/2006
Candice décide de quitter le club de son enfance à Nancy et de rejoindre Katia Krier Beyer au Club des Français-Volants de Paris. Ce changement d'entraîneur ne sera pas synonyme pour Candice d'amélioration de ses résultats. Tout d'abord, elle est choisie par la fédération pour participer à une compétition de qualification olympique pour représenter la France aux jeux d'hiver à Turin. Cette sélection est un échec puisqu'elle va terminer parmi les dernières patineuses de la compétition, sans doute pétrifiée par l'enjeu. La France n'aura donc aucune représente aux jeux dans la compétition féminine. Candice déclare forfait pour le Trophée Éric Bompard en novembre, et ne réussit pas à  reconquérir le titre national lors des championnats de France à Besançon en décembre. Elle se classe même 5e. Cette contre-performance va empêcher Candice de participer aux championnats d'Europe de janvier 2006 à Lyon, ainsi qu'aux championnats du monde de mars 2006 à Calgary.

#### Saison 2006/2007
Après avoir terminé 11e du Trophée Bompard en novembre, elle remonte sur le podium des championnats de France à Orléans en prenant la médaille d'argent derrière Anne-Sophie Calvez. La France ne disposant que d'une seule place pour la compétition féminine des championnats d'Europe de janvier 2007 à Varsovie, cette place est réservée à la championne de France. Même chose pour les championnats du monde de mars 2007 à Tokyo. Toutefois, alors que Anne-Sophie Calvez déclare forfait pour ces mondiaux, la fédération décide de n'envoyer aucune fille au Japon. Ainsi, pour la deuxième saison consécutive, Candice Didier n'a patiné pour aucun grand championnat international.

#### Saison 2007/2008
Forfait au Trophée Bompard de novembre, on attend néanmoins que Candice fasse un bon résultat aux championnats de France à Megève le mois suivant. En l'absence de la championne de France en titre Anne-Sophie Calvez et après le retrait des compétitions de Nadège Bobillier-Chaumont, Candice a le podium qui s'ouvre devant elle. Lors du programme court, elle rate sa combinaison mais réussit à la remettre en fin de programme. Néanmoins avec le nouveau règlement, il n'est pas possible de refaire un élément raté au cours du programme court. Ainsi, Candice se retrouve à la 9e place provisoire. Elle remporte toutefois le programme long en prenant la première place, ce qui lui permet de remonter au pied du podium au général. Évidemment cette place ne va pas lui permettre de participer aux championnats d'Europe de janvier 2008 à Zagreb. Par contre, à la suite de la contre-performance de la championne de France Gwendoline Didier à ces championnats européens, la fédération décide de l'envoyer aux championnats du monde de mars 2008 à Göteborg où Candice va présenter une des pires performances de sa carrière. Elle ne se classe que 38e à l'issue du programme court, et ne peut donc même pas présenter son programme libre.

#### Saison 2008/2009
La saison 2008/2009 va être comme une renaissance pour Candice. À la suite d'une très belle performance lors du Trophée Bompard de novembre où elle se classe 4e, la jeune femme reconquiert son titre de championne de France à Colmar pour la troisième fois, après ceux de 2003 et 2004. Qualifiée pour les championnats d'Europe de janvier 2009 à Helsinki, elle va confirmer sa bonne forme en se plaçant 16e du programme court avant de remonter à la 13e place au général. C'est son meilleur résultat européen jusqu'à présent. Sélectionnée pour les championnats du monde de mars 2009 à Los Angeles, son objectif est de ramener une sélection française pour les jeux olympiques de Vancouver. Mais une très violente chute sur la glace et dans la balustrade, va la handicaper pour le reste de son programme long. Elle se classe 22e et ne réussit pas son objectif principal. En avril, elle participe à une nouvelle compétition organisée par l'ISU (International Skating Union): le Trophée mondial par équipes. Avec sa 10e place dans la catégorie du simple dames, elle apporte trois points à l'équipe de France qui prend la 4e place à l'issue de la compétition, derrière les États-Unis, le Canada et le Japon.

#### Saison 2009/2010
On attend que Candice Didier confirme ses résultats de l'année dernière, mais le réveil d'une vieille blessure en août va compromettre toute sa saison. Un problème de ménisque et de ligaments va lui faire déclarer forfait pour le Nebelhorn Trophy qui était la dernière compétition de sélection pour les jeux olympiques. Candice Didier laisse donc sa place à une autre patineuse française, Gwendoline Didier, qui va rater la sélection. La France n'aura donc aucune patineuse individuelle à Vancouver comme cela avait déjà été le cas en 2006 à Turin. Candice commence doucement son retour sur la patinoire d'entraînement à la fin du mois de septembre, date à laquelle elle apprend que son entraîneur Katia Krier Beyer décide de mettre fin à leur collaboration. Après un bref essai avec Gilles Beyer, Candice souhaite poursuivre son entraînement seule avec sa chorégraphe Dominique Deniaud. Ne pouvant pas reprendre les compétitions en octobre, elle déclare forfait pour le Trophée Bompard et la Coupe de Russie, et se prépare pour son prochain objectif qui est de défendre son titre national pour les championnats organisés à Marseille en décembre. Mais celle-ci apprend juste avant la compétition qu'elle ne peut pas y participer en raison de ses faibles résultats de début de saison, Candice n'a fait que le dix-neuvième résultat de la saison et seules les dix-huit premières sont qualifiées. Une dérogation va tout de même lui être accordée par la fédération, mais un nouveau coup du sort va la frapper juste avant les championnats lorsqu'elle apprend qu'elle vient de contracter la grippe A (H1N1) "Je suis restée alitée plusieurs jours, sous traitement. Évidemment c'était râpé pour Marseille..." dit-elle au journal L'Est républicain en décembre 2009, lorsqu'elle revient en Lorraine pour se ressourcer en famille pendant les fêtes de fin d'année. Candice ayant donc déclarer forfait pour les championnats de France, elle essaye de garder le moral en se fixant un nouvel objectif: les jeux olympiques d'hiver de 2014 à Sotchi. En 2010, elle obtient une licence STAPS à l'Université Paris-Est Créteil Val-de-Marne.

#### Saison 2010/2011

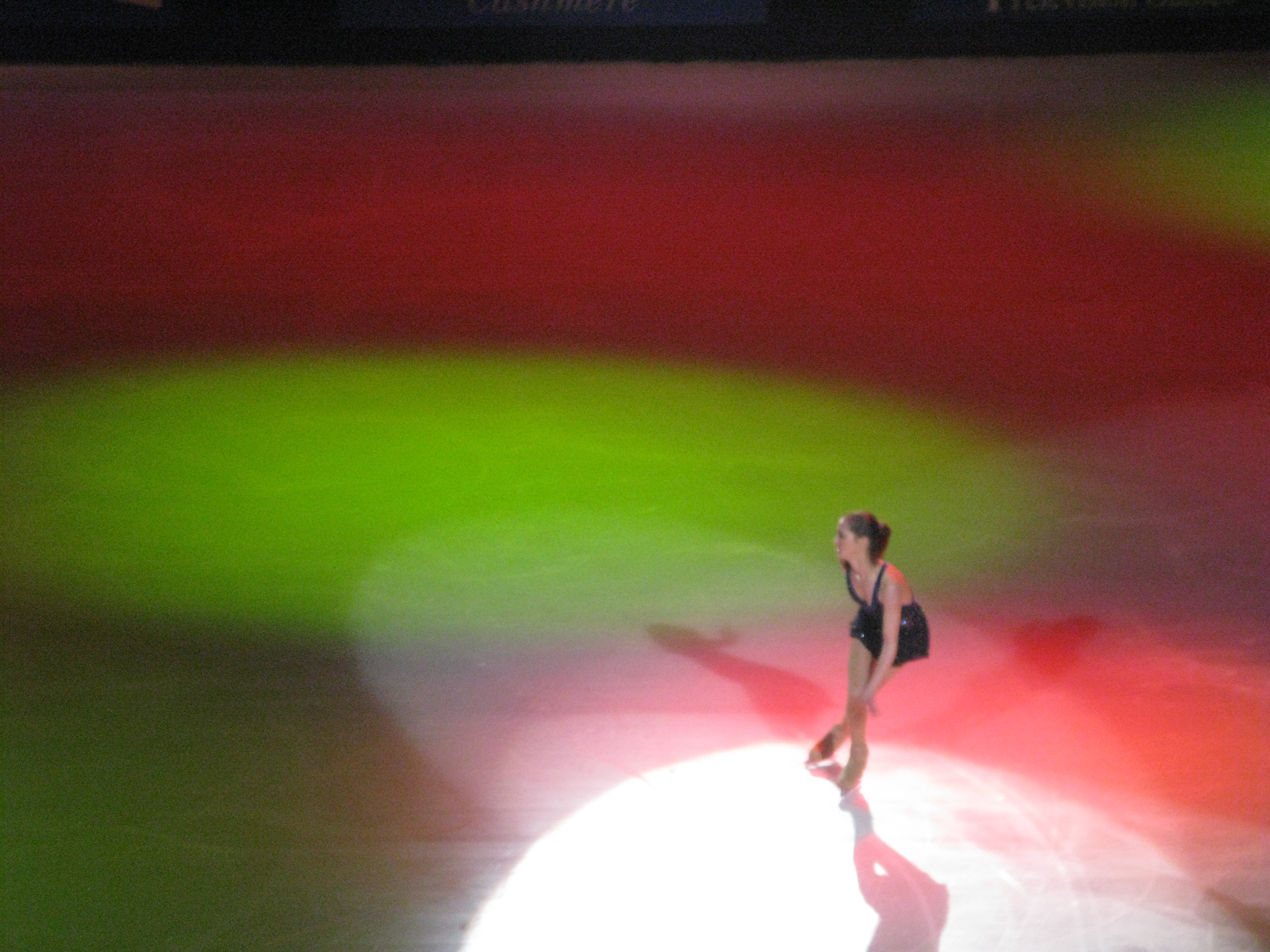
Candice au gala du Trophée Éric Bompard 2010.

Après avoir remporté les masters de patinage, Candice se présente à sa première grande compétition de la saison, le Trophée Bompard de novembre, où elle ne prend que la 11e place, entre une nouvelle génération de patineuse française représentée par Maé-Bérénice Meité (9e) et Léna Marrocco (12e). Le mois suivant, elle rate complètement les championnats de France à Tours en ne prenant que la 6e place, ce qui constitue son plus mauvais classement à cette compétition depuis qu'elle y participe. Ce classement l'exclut de participation aux grands championnats de la saison (Europe et monde). La fédération décide néanmoins de la sélectionner pour représenter la France à l'Universiade d'hiver de janvier/ février 2011 à Erzurum en Turquie où elle remporte la médaille d'or. Quelques jours après, elle se blesse au genou (ligament latéral interne (LLI) la privant des Championnats du Monde.

#### Saison 2011/2012
Candice Didier n'est pas sélectionnée par la fédération pour participer au Trophée Bompard de novembre à Paris et déclare forfait aux championnats de France à Dammarie-lès-Lys en décembre. Au cours de la saison, elle change de club. Elle quitte le club des Français Volants de Paris-Bercy pour Courbevoie. Elle poursuit ses études supérieures à l'Université Paris-Dauphine (Licence de Management des Organisations) et a obtenu son Brevet d'Etat d'Educateur Sportif 1er degré de patinage artistique.

#### Saison 2012/2013
La saison passée se répète : non-sélection au Trophée Bompard, et forfait aux championnats de France à Strasbourg.

#### Saison 2013/2014
Elle termine deuxième du Master's d'Orléans. Malgré une bonne 7e place a la Coup de Nice en octobre 2013, avec 139,34 points et les minimas pour les Grands Prix. La FFSG ne la sélectionne pas pour cette compétition.
Le 27 juin 2014, elle annonce sur son Facebook sa retraite sportive à l'âge de 26 ans. Elle est devenue patineuse professionnelle.
Elle obtient un Master 2 de Management stratégique et international avec mention bien en 2015.

## Palmarès
| Compétition                         | 2003    | 2004    | 2005    | 2006    | 2007    | 2008    | 2009    | 2010    | 2011    | 2012    | 2013    | 2014    |  |  |
| Jeux olympiques d'hiver             |         |         |         |         |         |         |         |         |         |         |         |         |  |  |
| Championnats du monde               |         |         | 23e     |         |         | 38e     | 22e     |         |         |         |         |         |  |  |
| Championnats d’Europe               |         | 25e     | 21e     |         |         |         | 13e     |         |         |         |         |         |  |  |
| Championnats de France              | 1re     | 1re     | F       | 5e      | 2e      | 4e      | 1re     | F       | 6e      | F       | F       | F       |  |  |
| Championnats du monde juniors       | 14e     |         |         |         |         |         |         |         |         |         |         |         |  |  |
|                                     |         |         |         |         |         |         |         |         |         |         |         |         |  |  |
| Grand Prix ISU                      | 2002/03 | 2003/04 | 2004/05 | 2005/06 | 2006/07 | 2007/08 | 2008/09 | 2009/10 | 2010/11 | 2011/12 | 2012/13 | 2013/14 |  |  |
| Skate Canada                        |         | 11e     |         |         |         |         |         |         |         |         |         |         |  |  |
| Trophée de France                   |         | 10e     |         | F       | 11e     | F       | 4e      | F       | 11e     |         |         |         |  |  |
| Coupe de Russie                     |         |         |         |         |         |         |         | F       |         |         |         |         |  |  |
| Légende : F = Forfait ; A = Abandon |         |         |         |         |         |         |         |         |         |         |         |         |  |  |